# Discografia di Sun Ra
La discografia di Sun Ra è una delle più ampie nella storia della musica moderna. Il pianista jazz e direttore d'orchestra Sun Ra incise, insieme alla sua Arkestra, dozzine di singoli e circa un centinaio di album, componendo più di 1000 brani, cosa che lo rende uno degli artisti più prolifici del ventesimo secolo.

## Storia
L'etichetta El Saturn Records di sua proprietà, abitualmente stampava i dischi in edizioni da sole 75 copie per album, e gli stessi venivano venduti per corrispondenza oppure durante i concerti dell'Arkestra. Molti dei primi album di Sun Ra furono registrati a casa da Sun Ra stesso su wire o sui primi registratori a nastro disponibili, ed erano forzatamente in bassa fedeltà audio. Nonostante le limitazioni tecnologiche di allora, Sun Ra fece uso di alcune tecniche di registrazione innovative.
Prima degli anni settanta, la maggior parte di questi album furono prodotti a Chicago attraverso la El Saturn Records Research, società fondata da Sun Ra con il suo socio Alton Abraham, mentre successivamente la produzione si spostò a Filadelfia. Alcuni dei dischi più significativi di Sun Ra furono dati in licenza alla Impulse! Records nel 1973-74 per un piano di ristampe con nuove copertine a colori e sonorità migliorate. Le prime ristampe non godettero del successo sperato, e le successive uscite furono cancellate e il contratto rescisso consensualmente, anche se rimasero in circolazione alcune prove di stampa complete di numero di catalogo e copertine, divenute con il tempo oggetti molto costosi ambiti dai collezionisti.
Le edizioni originali El Saturn Records dei dischi di Sun Ra avevano spesso copertine disegnate in maniera amatoriale e note scritte a mano dai membri dell'Arkestra, e sono oggi le più rare e ricercate dai collezionisti. Questi album, sono datati dalla fine degli anni cinquanta alla fine degli ottanta, hanno frequentemente scarse o nessuna informazione su registrazione, musicisti, ecc..., ed in alcuni casi non indicano nemmeno i titoli dei brani su disco, abbinando facciate di LP incisi in epoche diverse, o intitolando con lo stesso nome brani completamente differenti ingenerando non poca confusione negli appassionati.
Dopo la morte di Sun Ra, molte delle incisioni furono ristampate su compact disc per la prima volta da Evidence Records, Ihnfinity Music, ESP-Disk / ZYX Music, o Impulse!.

## Album in studio
| Data incisione | Titolo                                                                                                | Artista accreditato                                     | Etichetta               |
| -------------- | --- | ------------------------------------------------------- | ----------------------- |
| 1956           | Jazz by Sun Ra (ristampato in seguito come Sun Song)                                                  | Sun Ra and his Arkestra                                 | Transition              |
| 1956           | Super-Sonic Jazz                                                                                      | Le Sun Ra and his Arkestra                              | El Saturn Records       |
| 1956           | Sound of Joy                                                                                          | Sun Ra and the Arkestra                                 | Delmark Records         |
| 1956-58        | Sun Ra and his Solar Arkestra Visits Planet Earth                                                     | Sun Ra and his Solar Arkestra                           | El Saturn Records       |
| 1958-59        | The Nubians of Plutonia (alias The Lady with the Golden Stockings)                                    | Sun Ra and his Myth Science Arkestra                    | El Saturn Records       |
| 1959           | Jazz in Silhouette                                                                                    | Sun Ra and his Arkestra                                 | El Saturn Records       |
| 1959           | Sound Sun Pleasure!!                                                                                  | Sun Ra and his Astro Infinity Arkestra                  | El Saturn Records       |
| 1959-60        | Interstellar Low Ways (alias Rocket Number Nine)                                                      | Sun Ra and his Myth Science Arkestra                    | El Saturn Records       |
| 1960           | Fate in a Pleasant Mood                                                                               | Sun Ra and his Myth Science Arkestra                    | El Saturn Records       |
| 1960           | Holiday for Soul Dance                                                                                | Sun Ra and his Intergalactic Arkestra                   | El Saturn Records       |
| 1956-60        | Angels and Demons at Play                                                                             | Sun Ra and his Myth Science Arkestra                    | El Saturn Records       |
| 1956-61        | We Travel the Space Ways                                                                              | Sun Ra and his Myth Science Arkestra                    | El Saturn Records       |
| 1961           | The Futuristic Sounds of Sun Ra (alias We are in the Future)                                          | Sun Ra and his Arkestra                                 | Savoy Records           |
| 1961           | Bad and Beautiful                                                                                     | Sun Ra and his Myth Science Arkestra                    | El Saturn Records       |
| 1962           | Art Forms of Dimensions Tomorrow                                                                      | Sun Ra and his Solar Arkestra                           | El Saturn Records       |
| 1962           | Secrets of the Sun                                                                                    | Sun Ra and his Solar Arkestra                           | El Saturn Records       |
| 1962           | What's New?                                                                                           | Sun Ra                                                  | El Saturn Records       |
| 1963           | When Sun Comes Out                                                                                    | Sun Ra and his Myth Science Arkestra                    | El Saturn Records       |
| 1963           | Cosmic Tones for Mental Therapy                                                                       | Sun Ra and his Myth Science Arkestra                    | El Saturn Records       |
| 1963           | When Angels Speak of Love                                                                             | Sun Ra and his Myth Science Arkestra                    | El Saturn Records       |
| 1964           | Other Planes of There                                                                                 | Sun Ra and his Solar Arkestra                           | El Saturn Records       |
| 1965           | The Heliocentric Worlds of Sun Ra, Volume One                                                         | Sun Ra and his Solar Arkestra                           | ESP-Disk                |
| 1965           | The Magic City                                                                                        | Sun Ra and his Solar Arkestra                           | El Saturn Records       |
| 1965           | The Heliocentric Worlds of Sun Ra, Volume Two                                                         | Sun Ra and his Solar Arkestra                           | ESP-Disk                |
| 1966           | Strange Strings                                                                                       | Sun Ra and his Astro-Infinity Arkestra                  | El Saturn Records       |
| 1966           | Monorails and Satellites, Vol 1 & Vol 2                                                               | Sun Ra                                                  | El Saturn Records       |
| 1968           | Continuation                                                                                          | Sun Ra and his Astro-Infinity Arkestra                  | El Saturn Records       |
| 1967-69        | Atlantis                                                                                              | Sun Ra and his Astro-Infinity Arkestra                  | El Saturn Records       |
| 1961-70        | Out There a Minute                                                                                    | Sun Ra and his Arkestra                                 | Blast First             |
| 1962-70        | The Invisible Shield (alias Janus, A Tonal View of Times Tomorrow, Vol. 2, Satellites are Outerspace) | Sun Ra and his Intergalactic Research Arkestra          |                         |
| 1970           | My Brother the Wind                                                                                   | Sun Ra and his Astro-Solar Infinity Arkestra            | El Saturn Records       |
| 1970           | The Night of the Purple Moon                                                                          | Sun Ra                                                  | El Saturn Records       |
| 1970           | My Brother the Wind Volume II (Otherness)                                                             | Sun Ra and his Solar Myth Arkestra                      | El Saturn Records       |
| 1971           | Solar Myth Approach Vols 1+2                                                                          |                                                         | BYG Actuel              |
| 1972           | Astro Black                                                                                           | Sun Ra                                                  | Impulse!                |
| 1972           | Discipline 27                                                                                         | Sun Ra and his Astro Intergalactic Infinity Arkestra    | El Saturn Records       |
| 1972           | Space Is the Place                                                                                    | Sun Ra and his Astro Intergalactic Infinity Arkestra    | Blue Thumb Records      |
| 1972           | Space Is the Place (colonna sonora)                                                                   | Sun Ra and His Intergalactic Solar Arkestra             | Evidence Music (1993)   |
| 1972           | Crystal Spears                                                                                        | Sun Ra                                                  |                         |
| 1972           | Cymbals                                                                                               | Sun Ra                                                  |                         |
| 1953-73        | Deep Purple                                                                                           | Sun Ra and his Arkestra featuring Stuff Smith on violin | El Saturn Records       |
| 1973           | Outer Space Employment Agency                                                                         | Sun Ra and his Intergalactic Arkestra                   |                         |
| 1973           | Pathways to Unknown Worlds                                                                            | Sun Ra and his Astro Infinity Arkestra                  | Impulse! Records        |
| 1973           | Friendly Love                                                                                         | Sun Ra and his Astro Infinity Arkestra                  | Evidence Music, Inc.    |
| 1976           | Cosmos                                                                                                | Sun Ra                                                  | Cobra                   |
| 1977           | Unity                                                                                                 |                                                         | Horo Records            |
| 1977           | Some Blues But Not the Kind That's Blue                                                               | Sun Ra                                                  | El Saturn Records       |
| 1977           | Solo Piano Volume 1                                                                                   | Sun Ra                                                  | Improvising Artists Inc |
| 1978           | New Steps                                                                                             | Sun Ra Quartet                                          | Horo                    |
| 1978           | Other Voices Other Blues                                                                              | Sun Ra Quartet                                          | Horo                    |
| 1978           | Visions                                                                                               | Sun Ra and Walt Dickerson                               | SteepleChase Records    |
| 1978           | Lanquidity                                                                                            | Sun Ra                                                  | Philly Jazz             |
| 1978           | Disco 3000                                                                                            | Sun Ra and his Arkestra                                 | El Saturn Records       |
| 1979           | Of Mythic Worlds                                                                                      | Sun Ra                                                  | Philly Jazz             |
| 1979           | Omniverse                                                                                             | Sun Ra                                                  | El Saturn Records       |
| 1979           | On Jupiter                                                                                            | Sun Ra and his Arkestra                                 | El Saturn Records       |
| 1979           | Strange Celestial Road                                                                                | Sun Ra Arkestra                                         | Rounder Records         |
| 1979           | I, Pharaoh                                                                                            | Sun Ra and his Arkestra                                 |                         |
| 1979           | Sleeping Beauty                                                                                       | Sun Ra and his Arkestra                                 | El Saturn Records       |
| 1979           | The Other Side of the Sun                                                                             | Sun Ra and His Arkestra                                 | Sweet Earth Records     |
| 1979           | God Is More than Love Can Ever Be                                                                     | Sun Ra and his Arkestra                                 |                         |
| 1980           | Aurora Borealis                                                                                       | Sun Ra                                                  |                         |
| 1982           | A Fireside Chat with Lucifer                                                                          | Sun Ra and his Outer Space Arkestra                     |                         |
| 1982           | Celestial Love                                                                                        | Sun Ra and his Outer Space Arkestra                     |                         |
| 1982           | Nuclear War                                                                                           | Sun Ra Arkestra                                         | Y Records               |
| 1986           | Reflections in Blue                                                                                   | Sun Ra Arkestra                                         | Black Saint             |
| 1986           | Hours After                                                                                           | Sun Ra Arkestra                                         | Black Saint             |
| 1988-89        | Somewhere Else                                                                                        | Sun Ra                                                  | Rounder                 |
| 1989           | Blue Delight                                                                                          | Sun Ra                                                  | A&M Records             |
| 1990           | Purple Night                                                                                          | Sun Ra                                                  | A&M Records             |
| 1990           | Mayan Temples                                                                                         | Sun Ra Arkestra                                         | Black Saint             |
| 1993           | Pleiades                                                                                              | Sun Ra and his Arkestra                                 | Leo Records             |

## Album dal vivo
| Data incisione | Titolo                                                 | Artista accreditato                                  | Etichetta           |
| -------------- | ------------------------------------------------------ | ---------------------------------------------------- | ------------------- |
| 1960           | Music from Tomorrow's World: Chicago 1960              | Sun Ra and his Arkestra                              | Atavistic           |
| 1964           | Featuring Pharoah Sanders & Black Harold               | Sun Ra                                               | ESP-Disk            |
| 1966           | Nothing Is                                             | Sun Ra                                               | ESP-Disk            |
| 1966-68        | Outer Spaceways Incorporated                           | Sun Ra and his Arkestra                              | Black Lion Records  |
| 1968           | Pictures of Infinity                                   | Sun Ra                                               | Black Lion          |
| 1970           | It's After the End of the World                        | Sun Ra and his Intergalactic Research Arkestra       | MPS Records         |
| 1970           | Historical Masters - Fondation Maeght Nights, Volume 1 | Sun Ra Arkestra                                      | JazzView / FONAC    |
| 1970           | Historical Masters - Fondation Maeght Nights, Volume 2 | Sun Ra Arkestra                                      | JazzView / FONAC    |
| 1971           | Nidhamu                                                | Sun Ra and his Astro Intergalactic Infinity Arkestra |                     |
| 1971           | Live in Egypt 1                                        | Sun Ra and his Astro Intergalactic Infinity Arkestra |                     |
| 1971           | Horizon                                                | Sun Ra and his Arkestra                              |                     |
| 1971           | The Paris Tapes - Live at Le Theatre Du Chatlet 1971   | Sun Ra and his Mythic Science Arkestra               |                     |
| 1973           | What Planet Is This?                                   | Sun Ra and his Space Arkestra                        | Leo                 |
| 1973           | Concert for the Comet Kohoutek                         | Sun Ra                                               | ESP-Disk            |
| 1973           | Live in Paris at the "Gibus"                           |                                                      |                     |
| 1974           | Out Beyond the Kingdom Of                              | Sun Ra and his Outer Space Arkestra                  |                     |
| 1974           | The Antique Blacks                                     | Sun Ra and his Arkestra                              | Saturn              |
| 1976           | Live at Montreux                                       |                                                      | Inner City Records  |
| 1976           | A Quiet Place in the Universe                          |                                                      | Leo                 |
| 1977           | St. Louis Blues (solo piano)                           | Sun Ra                                               | Improvising Artists |
| 1977           | Some Blues But Not The Kind That's Blue                | Sun Ra and his Arkestra                              | Saturn              |
| 1977           | Solo Piano Recital Teatro La Fenice                    |                                                      | Leo                 |
| 1978           | Springtime in Chicago                                  |                                                      | Leo                 |
| 1978           | The Sound Mirror                                       | Sun Ra                                               |                     |
| 1979           | Live from Soundscape                                   | Sun Ra and his Arkestra                              | DIW Records         |
| 1980           | Sunrise in Different Dimensions                        | The Sun Ra Arkestra                                  | Hathut Records      |
| 1980           | The Complete Detroit Jazz Center Residency             | Box set da 28 CD in edizione limitata di 500 copie   | Transparency        |
| 1983           | Sun Ra Meets Salah Ragab (Recorded in Egypt)           |                                                      | Leo                 |
| 1983           | Love in Outer Space                                    |                                                      | Leo                 |
| 1984           | Cosmo Sun Connection                                   | Sun Ra and his Arkestra                              |                     |
| 1984           | Live at Praxis '84                                     |                                                      | Leo                 |
| 1985           | Live at Club Lingerie                                  |                                                      | Transparency        |
| 1985           | Live at Myron's Ballroom                               |                                                      | Transparency        |
| 1986           | A Night in East Berlin                                 | Sun Ra and his Cosmo Discipline Arkestra             | Leo                 |
| 1987           | John Cage Meets Sun Ra                                 | Sun Ra and John Cage                                 | Meltdown            |
| 1988           | Live at Pitt-In, Tokyo                                 | Sun Ra Arkestra                                      | DIW                 |
| 1989           | Second Star to the Right (Salute to Walt Disney)       | Sun Ra & his Intergalactic Arkestra                  | Leo                 |
| 1989           | Stardust from Tomorrow                                 |                                                      | Leo                 |
| 1990           | Live in London 1990                                    | Sun Ra and his Year 2000 Myth Science Arkestra       | Blast First         |
| 1990           | Live at the Hackney Empire                             |                                                      | Leo                 |
| 1991           | At the Village Vanguard                                | Sun Ra Sextet                                        | Rounder             |
| 1991           | Friendly Galaxy                                        | Sun Ra Arkestra                                      | Leo                 |
| 1992           | Destination Unknown                                    | Sun Ra & his Omniverse Arkestra                      | Enja Records        |

## Compilation
| Data | Titolo                                                           | Artista accreditato                            | Etichetta      |
| ---- | ---------------------------------------------------------------- | ---------------------------------------------- | -------------- |
| 2000 | Greatest Hits: Easy Listening for Intergalactic Travel           | Sun Ra and his Arkestra                        |                |
| 2001 | Out in Space                                                     | Sun Ra and his Intergalactic Research Arkestra |                |
| 2005 | The Heliocentric Worlds of Sun Ra, Volume Three - The Lost Tapes | Sun Ra and his Solar Arkestra                  | ESP-Disk       |
| 2007 | The Creator of the Universe (Lost Reel: Volume 1)                |                                                | Transparency   |
| 2007 | Intergalactic Research (Lost Reel: Volume 2)                     |                                                | Transparency   |
| 2007 | The Shadows Took Shape (Lost Reel: Volume 3)                     |                                                | Transparency   |
| 2007 | Dance of the Living Image (Lost Reel: Volume 4)                  |                                                | Transparency   |
| 2009 | Interplanetary Melodies                                          |                                                | Norton Records |
| 2009 | The Second Stop Is Jupiter                                       |                                                | Norton Records |
| 2009 | Rocket Ship Rock                                                 |                                                | Norton Records |
| 2014 | In the Orbit of Ra                                               | Sun Ra and his Arkestra                        | Strut          |
| 2015 | To Those of Earth... And Other Worlds                            | Sun Ra and his Arkestra                        | Strut          |

## Album correlati
| Data    | Titolo                                                     | Artista accreditato                                                                | Etichetta         |
| ------- | ---------------------------------------------------------- | ---------------------------------------------------------------------------------- | ----------------- |
| 1954-60 | Spaceship Lullaby: Chicago 1954-60                         | Sun Ra/gruppi vocali comprendenti Nu Sounds, The Unitels & The Cosmic Rays         | Atavistic         |
| 1966    | Impressions of a Patch of Blue                             | Walt Dickerson Quartet con Sun Ra al clavicembalo                                  | MGM               |
| 1966    | Batman and Robin - The Sensational Guitars of Dan and Dale | Non accreditato, ma comprendente Sun Ra & membri dell'Arkestra e dei Blues Project | Tifton            |
| 1968    | A Black Mass                                               | Imamu Amiri Baraka con Sun Ra and his Myth Science Arkestra                        | Jihad Productions |
| 1992    | A Tribute to Stuff Smith                                   | Billy Bang con Sun Ra, John Ore & Andrew Cyrille                                   | Soul Note         |
| 2013    | Artpop                                                     | Credito compositivo di Sun Ra insieme a Lady Gaga per la traccia Venus             | Interscope        |